# Martin Götz
Martin Götz (* 13. September 1903 in Nürnberg; † 1969 in London) war ein deutsch-britischer Wirtschaftswissenschaftler und Journalist.

## Leben und Tätigkeit
Götz war ein Sohn des Bankdirektors Albert Götz. Nach dem Besuch des Neuen Gymnasiums in Nürnberg studierte er Nationalökonomie an den Universitäten München (ab Sommersemester 1922), Freiburg (ab Sommer 1923) und Berlin (ab Sommer 1924). Seine Nebenfächer waren Rechtswissenschaften, Philosophie und Geschichte. Seine Lehrer waren u. a. Ladislaus von Bortkiewicz, Julius Hirsch, Emil Lederer, Schumacher, Werner Sombart (Volks- und Betriebswirtschaftslehre), Köhler, Wertheimer (Philosophie), Härtung (Geschichte). Er schloss seine Ausbildung 1933 mit einer von Julius Hirsch betreuten Dissertation über die Organisation des Großhandels nach dem Ersten Weltkrieg ab.
Im Jahr 1930 nahm Götz als Assistent von Wendelin Hecht an den Arbeiten der Handelsgruppe des Enqueteausschusses teil. Anschließend erhielt er eine Anstellung als Assistent von Hirsch bei der Forschungsstelle für Handel.
Aufgrund seiner jüdischen Herkunft wurde Götz im Jahr 1933 aus dem akademischen Leben in Deutschland verdrängt. Er siedelte nach Großbritannien über, wo er seit Februar 1934 bei der Society for Protection of Science and Learning (SPSL) als „unplaced“ gemeldet war. 
In Großbritannien schlug Götz sich zunächst mit Gelegenheitsarbeiten durch. Später arbeitete er als freiberuflicher Journalist zu Wirtschafts- und Finanzfragen. Seine wissenschaftliche Karriere konnte er trotz Empfehlungen von Emil Lederer und Joachim Tiburtius nicht fortsetzen. 
In Deutschland wurde Götz nach seiner Emigration als Staatsfeind eingestuft: Um 1938 wurde seine Ausbürgerung im Reichsanzeiger und Preußischen Staatsanzeiger öffentlich bekannt gegeben. Im Frühjahr 1940 wurde er dann vom Reichssicherheitshauptamt auf die Sonderfahndungsliste G.B. gesetzt, ein Verzeichnis von Personen, die im Falle einer erfolgreichen deutschen Invasion Großbritanniens durch die Sonderkommandos der SS-Einsatzgruppen mit besonderer Priorität ausfindig gemacht und verhaftet werden sollten.
Nach dem Ausbruch des Zweiten Weltkriegs wurde Götz – trotz seiner Ausbürgerung – als „feindlicher Ausländer“ von den britischen Behörden in Liverpool interniert, im November 1940 aber schließlich aufgrund der Empfehlungen des SPSL wieder auf freien Fuß gesetzt. Er arbeitete dann wieder als Wirtschaftsjournalist. Außer für Zeitungen schrieb er auch für den Feature Service des Ministry of Information. Bis in die 1960er Jahre veröffentlichte Götz Beiträge in The Statist und für Business International. Zudem war er für die Food and Agriculture Organisation der Vereinten Nationen tätig.
In Deutschland bekam Götz 1962 in einem Wiedergutmachungsverfahren 40.000 DM Entschädigung zugesprochen.

## Schriften
- Wandlungen in der Organisation des deutschen Grosshandels nach dem Kriege unter besonderer Berücksichtigung der Funktionswandlungen, 1933. (Dissertation)